# Royal Cyclecar Company
Royal Cyclecar Company war ein US-amerikanischer Hersteller von Automobilen.

## Unternehmensgeschichte
Das Unternehmen wurde 1915 in Bridgeport in Connecticut gegründet. Im gleichen Jahr begann die Produktion von Automobilen. Der Markenname lautete Royal. Noch 1915 endete die Produktion.
Weitere US-amerikanische Hersteller von Personenkraftwagen der Marke Royal waren Royal Automobile Company und Royal Motor Company.

## Fahrzeuge
Das Unternehmen stellte Cyclecars her. Dabei war der Boom in den USA für diese Fahrzeugart 1915 schon vorüber. Es gehörte zu den kleineren Ausführungen und erfüllte damit auch die Kriterien für Cyclecars.
Das Fahrzeug hatte einen Einzylindermotor, der mit 5/7 PS angegeben war. Er war luftgekühlt. Er trieb über ein Friktionsgetriebe und Riemen die Hinterräder an.
Das Fahrgestell hatte 191 cm Radstand und 91 cm Spurweite. Die offene Karosserie mit Verdeck bot Platz für eine Person. Das Leergewicht war mit etwa 181 kg angegeben. Der Neupreis betrug 250 US-Dollar.